# Sindrom
Sindróm (grško σύνδρομον – sočasnost iz συν~, syn~: skupaj, z/s in δρόμος, drómos: pot, tek; torej kar poteka skupaj) pomeni v medicini skupek patogenetsko povezanih simptomov in znakov, ki se pojavljajo pri določeni bolezni..  Vzrok določenega sindroma (etiologija) je po navadi bolj ali manj pojasnjen ali predpostavljen, vendar pa sta njegov nastanek in razvoj (patogeneza) pogosto neznana.

## Poimenovanje
Za poimenovanje novoodkritih sindromov ne obstajajo pravila za poimenovanje. V preteklosti so sindrome pogosto poimenovali po zdravnikih ali znanstvenikih, ki so jih prvi opisali (eponimsko poimenovanje). V nekaterih primerih je sindrom poimenovan po bolniku, pri katerem so ga prvič opazili oziroma opisali, ali po kraju, iz katerega je bolnik prihajal (npr. stockholmski sindrom).
V slovenščini se poraja vprašanje zapisa z veliko začetnico pri pridevnikih na -ov, -ev, -in, izpeljanih iz lastnih imen torej tudi pri zapisovanju sindromov, poimenovanih po osebah (downov/Downov sindrom). Slovenski pravopis 2001 je za te primere normiral dvojnico, s priporočljivejšim pisanjem pridevnika z malo začetnico. Vendar raba pogosto ne sledi priporočenemu zapisu.

## Primeri
- adrenogenitalni sindrom,
- Antonov sindrom,
- Cushingov sindrom,
- Downov sindrom,
- Gilbertov sindrom,
- kompleksni regionalni bolečinski sindrom,
- mlečnoalkalijski sindrom,
- premenstruacijski sindrom,
- odtegnitveni sindrom,
- akvirirani imunski deficitni sindrom,
- sindrom kronične utrujenosti ...